# Nevo anémico
Se denomina nevo anémico a un trastorno congénito caracterizado por máculas de tamaño y forma variable que son más pálidas que la piel circundante y no pueden enrojecerse por traumatismo, frío o calor. El área más pálida se debe a que los vasos sanguíneos dentro del área son más sensibles a las sustancias vasoconstrictoras normales del cuerpo.

## Signos y síntomas
Este parche benigno aparece en la piel al nacer o en la primera infancia. En la mayoría de las personas, estos miden menos de 10 centímetros (3,9 plg) de tamaño. Si hay dudas sobre el diagnóstico, frotar el área hace que la piel alrededor de la lesión se enrojezca mientras que la lesión en sí no cambia de color. A menudo, las manchas son difíciles de ver contra el color de fondo de la piel del paciente, pero si se desarrolla una quemadura solar, el área blanca se destaca de manera prominente. La zona afectada es más clara que la piel normal, no porque se produzca una pérdida de pigmento, sino porque los vasos sanguíneos se contraen, produciendo un blanqueamiento permanente de la zona. Este palidez es una anomalía funcional más que estructural, que se supone que es causada por una mayor sensibilidad local a las catecolaminas. Aunque la vasculatura cutánea luce histológicamente normal, los vasos sanguíneos dentro del nevo no responden a la inyección de vasodilatadores. Se ha postulado que la palidez persistente puede representar una vasoconstricción adrenérgica localizada sostenida. Los resultados de una biopsia de piel se interpretarían como normales y solo las pruebas fisiológicas pueden revelar el nevo en contraste con la piel normal. Acariciar el parche no provoca ningún destello rojo. Sólo la piel normal reaccionaría con una respuesta eritematosa característica. El examen bajo una lámpara de Wood también puede revelar que el parche de nevo anémico no tendría realce como lo tiene una lesión de vitiligo.

## Tratamiento
Dado que la histopatología del nevo anémico es normal, el nevo anémico es un nevo farmacológico y no anatómico. En la mayoría de las personas, un nevo anémico se encuentra en un área cubierta y tiene una apariencia tan ligera que no se necesita tratamiento.